# Bistum Salina
Das Bistum Salina (lat.: Dioecesis Salinensis) ist eine in Kansas in den Vereinigten Staaten gelegene römisch-katholische Diözese mit Sitz in Salina.

## Geschichte
Papst Leo XIII. gründete das Bistum Concordia am 2. August 1887 aus Gebietsabtretungen des Bistums Leavenworth und unterstellte es dem Erzbistum San Antonio als Suffragandiözese.
Am 1. Juli 1897 wurden die fünf Countys Washington, Clay, Riley, Geary und Dickinson des Bistums Leavenworth eingegliedert. Am 23. Dezember 1944 nahm es den aktuellen Namen an.

## Territorium
Das Bistum  Salina umfasst die Countys Cheyenne, Sherman, Wallace, Logan, Thomas, Rawlins, Decatur, Sheridan, Gove, Trego, Graham, Norton, Phillips, Rooks, Ellis, Russell, Osborne, Smith, Jewel, Mitchell, Lincoln, Saline, Ottawa, Cloud, Republic, Washington, Clay, Dickinson, Geary, Riley und Marshall des Bundesstaates Kansas. In Concordia ist die ehemalige Kathedrale Our Lady of Perpetual Help Church.

## Ordinarien

### Bischof von Concordia
- Richard Scannell (9. August 1887–30. Januar 1891, dann Bischof von Omaha)
- John Francis Cunningham (14. Mai 1898–23. Juni 1919)
- Francis Joseph Tief (16. Dezember 1920–11. Juni 1938)
- Francis Augustinus Thill (24. August 1938–23. Dezember 1944)

### Bischöfe von Salina
- Francis Augustinus Thill (23. Dezember 1944–21. Mai 1957)
- Friedrich Wilhelm Freking (10. Oktober 1957–30. Dezember 1964, dann Bischof von La Crosse)
- Cyril John Vogel (14. April 1965–4. Oktober 1979)
- Daniel William Kucera OSB (5. März 1980–20. Dezember 1983, dann Erzbischof von Dubuque)
- George Kinzie Fitzsimons (28. März 1984–21. Oktober 2004)
- Paul Stagg Coakley (21. Oktober 2004–16. Dezember 2010, dann Erzbischof von Oklahoma City)
- Edward Joseph Weisenburger (6. Februar 2012–3. Oktober 2017, dann Bischof von Tucson)
- Gerald Vincke (seit 13. Juni 2018)